# Остров Грига
Остров Грига (яп. 大島 Осима) — остров в Тихом океане, входящий в состав Малой гряды Курильских островов. Назван в честь норвежского композитора Эдварда Грига. Это крупнейший из прибрежных островков-«спутников» Шикотана площадью 1,26 км².
Согласно федеративному устройству России входит в Сахалинскую область в составе Южно-Курильского района в рамках административно-территориального устройства области и в составе Южно-Курильского городского округа в рамках муниципального устройства в области. Принадлежность острова России оспаривает Япония, которая рассматривает его как часть своего округа Нэмуро губернаторства Хоккайдо.

## История
До 1855 года вместе с прочими островами Малой Курильской гряды находился в неопределённом статусе. После заключения Симодского договора подпал под японскую юрисдикцию.
В соответствии с административно-территориальным делением Японии после реставрации Мэйдзи остров вкупе с остальными островами Малой Курильской гряды и частью полуострова Немуро на острове Хоккайдо вошёл в уезд (гун) Ханасаки в составе провинции Немуро губернаторства Хоккайдо.
В 1885 году вместе с Шикотаном был выделен из уезда Ханасаки в отдельный уезд Сикотан и передан в состав провинции Тисима (последняя существовала после 1882 года как административно-территориальная единица субпрефектурного уровня в составе префектуры Нэмуро, после упразднения последней в 1886 году — в составе префектуры Хоккайдо).
С 1945 года в составе СССР.
2 февраля 1946 года включён в состав Южно-Сахалинской области.
2 января 1947 года включён в состав Сахалинской области РСФСР.
С 1991 года в составе Российской Федерации.
3 сентября 2022 года Россия отменила упрощённый режим посещения островов Малой Курильской гряды для граждан Японии.

## География
Остров Грига расположен возле другого острова — Шикотана. Остров имеет форму запятой с «головой» на севере. Длина острова около 2 км, ширина от 0,4 до 1,3 км. Берега в основном скалистые и отвесные высотой 50—80 метров. В восточной части есть пологий склон, по которому в океан стекают ручьи. Острова Шикотан и Грига разделяет узкий пролив, шириной около 300—400 метров. В проливе и вокруг острова имеются скалы и рифы.

## Флора и фауна
На острове организован заказник для защиты местных морских птиц. До организации заказника охотники уничтожили популяцию рыжих лисиц. На мористой стороне острова гнездится небольшая колония чернохвостых чаек (Larus crassirostris).
Леса и кустарники отсутствуют, вся поверхность острова покрыта травянистыми лугами.

## См.также
- Острова-«спутники» Шикотана